# Nicolas l'Aide
Nicolas l'Aide, ou Nicolas de Nonancour (né à Nonancourt, en Normandie et mort le 23 septembre 1299 à Rome) est un cardinal français du XIIIe siècle.

## Biographie
Nicolas l'Aide est chancelier ou doyen du chapitre de Paris en 1284.
Le pape Célestin V le crée cardinal lors du consistoire du 18 septembre 1294. Le cardinal d'Aide participe au conclave de 1294 (élection de Boniface VIII).